# Memorial Democràtic
Memorial Democràtic (en français : « mémorial démocratique ») est une institution publique de la Généralité de Catalogne créée le 1er novembre 2007.
Memorial Democràtic vise à préserver la mémoire de la période s'étalant de 1931 à 1980, correspondant à la Seconde République, la Generalitat républicaine, la guerre d'Espagne et les victimes pour des raisons idéologiques, religieuses, sociales et culturelles, ainsi que la répression exercée par la dictature de Franco, l'exil et la déportation.
Depuis le 8 mars 2019, l'historien catalan Jordi Font Agulló est le directeur de Memorial Democràtic.